# Centrale de Shin-Takasegawa
La centrale de Shin-Takasegawa est une centrale de pompage-turbinage située au Japon et détenue par TEPCO.